# العبال (حجة)
العبال هي إحدى قرى الجمهورية اليمنية. وهي تتبع جغرافيًا لمحافظة حجة. وإداريًا لمديرية مبين. يبلغ تعداد سكانها 2752 نسمة حسب الإحصاء الذي جرى عام 2004.